# 藤原忯子
藤原忯子（969年—985年），为日本平安时代中期花山天皇的宠妃。父太政大臣藤原为光，母正室藤原敦敏之女。

## 人物生平
藤原忯子为太政大臣藤原为光之女。永观二年（984年），入掖庭为花山天皇的女御，居住在弘徽殿，宠冠后宫。
按例，女御不得在宫中修法，花山天皇特别允许忯子在后宫桂芳坊（京都御所）进行。因此，忯子引来天皇的其他嫔妃的嫉妒，私底下说：“她得到如此宠爱，真是闻所未闻，想来她的福气也不会长久！”
不久，忯子怀孕，满3个月后，按例应当出宫。但花山天皇不忍让她离开，所以到了怀孕满5个月后，忯子才离开皇宫回到父亲为光的府邸。忯子这时患了病，吃不下东西，日渐消瘦。天皇知道后，连续不断往忯子那里派遣使者，朝夕不绝，如果有谁回复得慢了，马上就被除掉殿上人的身份。天皇又命僧侣们为忯子修法祈祷。每当得到什么甜食点心，必赐给忯子。即使如此，天皇还是觉得思念不已，将怀孕中的忯子召回宫中，睡在忯子身边，甚至不吃饭。
忯子在宫内停留8天后，因父亲为光的多次要求，天皇才放她回家。然而忯子的病越来越重，天皇也为此黑白颠倒，打乱了日常起居。到了宽和元年（985年）七月，尚未分娩，忯子便与腹中的孩子一同死去了。
忯子世称弘徽殿女御，在她死后花山天皇特别赠她从四位上的位阶，为她停止举办相扑节会。忯子死后，天皇只专心研习佛法，渐渐厌世，也不召其他嫔御伺候。天皇的行为因此被藏人左少弁藤原道兼利用，将天皇诱骗至花山院出家，好让兼家的外孙一条天皇能继位。

花山天皇一直忯子生前所写的书信藏在身边，从不离身。等到花山天皇要前往花山出家，遗落了那些东西，还中途回来取走，忯子得花山天皇的宠爱竟至于此。